# Lekkoatletyka na Letnich Igrzyskach Olimpijskich 2024 – bieg na 100 m mężczyzn
Bieg na 100 m mężczyzn podczas XXXIII Letnich Igrzysk Olimpijskich w Paryżu odbył się w dniach 3-4 sierpnia 2024. Do rywalizacji przystąpiło 102 sportowców z 81 krajów. Arena zawodów był Stade de France. Mistrzem olimpijskim został Amerykanin Noah Lyles, wicemistrzem Jamajczyk Kishane Thompson, a brąz zdobył Amerykanin Fred Kerley.
Był to XXX olimpijski konkurs w biegu na 100 m mężczyzn.

## Terminarz
godziny zostały podane w czasie CEST
| Data            | Godzina rozpoczęcia |            |
| Data            | UTC+09:00           |            |
| --------------- | ------------------- | ---------- |
| 3 sierpnia 2024 | 10:35               | eliminacje |
| 3 sierpnia 2024 | 11:45               | runda I    |
| 4 sierpnia 2024 | 20:00               | półfinał   |
| 4 sierpnia 2024 | 21:50               | finał      |

## System rozgrywek
W eliminacjach wystartowali sportowcy niespełniający standardów kwalifikacyjnych na igrzyska (tj. zgłoszeni z miejsc uniwersalnych i indywidualnie zaproszeni przez MKOl). W ramach eliminacji odbyło się 6 biegów po 7-8 zawodników, z których kwalifikacje uzyskiwało dwóch pierwszych biegaczy oraz czterech najszybszych zawodników z dalszych miejsc ze wszystkich biegów.
W rundzie I odbyło się 8 biegów po 9 zawodników, z których awans wywalczyło trzech pierwszych biegaczy oraz trzech najszybszych zawodników z dalszych miejsc ze wszystkich biegów.
W półfinałach odbyły się 3 biegi po 9 zawodników. Do finału awansowało po dwóch najlepszych biegaczy z każdego biegu oraz dwóch najszybszych zawodników z dalszych miejsc ze wszystkich biegów.
W finale wystartowało 8 finalistów.

## Rekordy
Przed rozpoczęciem zawodów aktualny rekord świata i rekord olimpijski były następujące:
| WR | Usain Bolt | 9.58 m | Berlin | 16 sierpnia 2009 |
| OR | Usain Bolt | 9.63 m | Londyn | 5 sierpnia 2012  |

## Wyniki

### Eliminacje

#### Bieg 1
| Pozycja | Tor | Zawodnik              | Państwo         | Czas            | Uwagi |
| ------- | --- | --------------------- | --------------- | --------------- | ----- |
| 1       | 2   | Ebrahima Camara       | Gambia          | 10.29           | Q     |
| 2       | 3   | Muhd Azeem Fahmi      | Malezja         | 10.42           | Q     |
| 3       | 4   | Marc Brian Louis      | Singapur        | 10.43           | Q     |
| 4       | 5   | Sha Mahmood Noor Zahi | Afganistan      | 10.64           | NR    |
| 5       | 6   | Seco Camara           | Gwinea Bissau   | 10.76           |       |
| 6       | 7   | William Reed          | Wyspy Marshalla | 11.29           | PB    |
| 7       | 8   | Karalo Maibuca        | Tuvalu          | 11.30           | NR    |
|         |     |                       |                 | Wiatr: +0.6 m/s |       |

#### Bieg 2
| Pozycja | Tor | Zawodnik           | Państwo                      | Czas            | Uwagi |
| ------- | --- | ------------------ | ---------------------------- | --------------- | ----- |
| 1       | 2   | Davonte Howell     | Kajmany                      | 10.31           | Q     |
| 2       | 4   | Sibusiso Matsenjwa | Eswatini                     | 10.39           | Q     |
| 3       | 6   | Didier Kiki        | Benin                        | 10.76 (.755)    |       |
| 4       | 5   | Hervé Toumandji    | Republika Środkowoafrykańska | 10.76 (.760)    |       |
| 5       | 7   | Kenaz Kaniwete     | Kiribati                     | 11.29           | PB    |
| 6       | 8   | Darko Pešić        | Czarnogóra                   | 11.85           |       |
| —       | 3   | Steven Sabino      | Mozambik                     | DSQ             | Fal.  |
|         |     |                    |                              | Wiatr: -0.3 m/s |       |

#### Bieg 3
| Pozycja | Tor | Zawodnik         | Państwo        | Czas            | Uwagi |
| ------- | --- | ---------------- | -------------- | --------------- | ----- |
| 1       | 2   | Noa Bibi         | Mauritius      | 10.27           | Q     |
| 2       | 5   | Franko Burraj    | Albania        | 10.60 (.596)    | Q,    |
| 3       | 4   | Favoris Muzrapov | Tadżykistan    | 10.60 (.597)    |       |
| 4       | 3   | Diu Chun Hei     | Hongkong       | 10.62           |       |
| 5       | 6   | Melique García   | Honduras       | 10.76           |       |
| 6       | 7   | Rija Gardiner    | Madagaskar     | 10.82           | PB    |
| 7       | 9   | Manuel Ataide    | Timor Wschodni | 11.35           | NR    |
| 8       | 8   | Samer Al-Yafaee  | Jemen          | 11.54           | PB    |
|         |     |                  |                | Wiatr: +0.1 m/s |       |

#### Bieg 4
| Pozycja | Tor | Zawodnik            | Państwo    | Czas            | Uwagi |
| ------- | --- | ------------------- | ---------- | --------------- | ----- |
| 1       | 2   | Christopher Borzor  | Haiti      | 10.26           | Q     |
| 2       | 4   | Marcos Santos       | Angola     | 10.31           | Q,    |
| 3       | 3   | Hachim Maaroufou    | Komory     | 10.44           | Q     |
| 4       | 9   | Taha Hussein Yaseen | Irak       | 10.51           | Q,    |
| 5       | 5   | Ibadulla Adam       | Malediwy   | 10.55           | PB    |
| 6       | 6   | Shaun Gill          | Belize     | 11.17           |       |
| 7       | 8   | Scott Fiti          | Mikronezja | 11.61           | SB    |
| 8       | 7   | Ahmed Essabai       | Libia      | 11.89           |       |
|         |     |                     |            | Wiatr: +0.2 m/s |       |

#### Bieg 5
| Pozycja | Tor | Zawodnik            | Państwo                       | Czas            | Uwagi |
| ------- | --- | ------------------- | ----------------------------- | --------------- | ----- |
| 1       | 3   | Naquille Harris     | Saint Kitts i Nevis           | 10.33           | Q     |
| 2       | 2   | Lalu Muhammad Zohri | Indonezja                     | 10.35           | Q     |
| 3       | 4   | Fodé Sissoko        | Mali                          | 10.66           |       |
| 4       | 7   | Joseph Green        | Guam                          | 10.85           | SB    |
| 5       | 6   | Winzar Kakiouea     | Nauru                         | 11.15           |       |
| 6       | 9   | Remigio Santander   | Gwinea Równikowa              | 11.65           | SB    |
| 7       | 8   | Maleselo Fukofuka   | Tonga                         | 12.11           | PB    |
| —       | 5   | Dominique Mulamba   | Demokratyczna Republika Konga | DSQ             | Q     |
|         |     |                     |                               | Wiatr: -0.4 m/s |       |

#### Bieg 6
| Pozycja | Tor | Zawodnik                    | Państwo    | Czas            | Uwagi |
| ------- | --- | --------------------------- | ---------- | --------------- | ----- |
| 1       | 2   | Arturo Deliser              | Panama     | 10.34           | Q     |
| 2       | 4   | Dylan Sicobo                | Seszele    | 10.51           | Q     |
| 3       | 5   | Wissy Hoye                  | Gabon      | 10.59           |       |
| 4       | 7   | Jalen Lisse                 | Surinam    | 10.64           | PB    |
| 5       | 3   | Beppe Grillo                | Malta      | 10.69           |       |
| 6       | 8   | Imranur Rahman              | Bangladesz | 10.73 (.727)    | SB    |
| 7       | 6   | Waisake Tewa                | Fidżi      | 10.73 (.729)    | SB    |
| 8       | 9   | Muhd Noor Firdaus Ar-Rasyid | Brunei     | 10.86           | SB    |
|         |     |                             |            | Wiatr: +0.3 m/s |       |

### I runda

#### Bieg 1
| Pozycja | Tor | Zawodnik            | Państwo         | Czas            | Uwagi |
| ------- | --- | ------------------- | --------------- | --------------- | ----- |
| 1       | 5   | Kishane Thompson    | Jamajka         | 10.00           | Q     |
| 2       | 6   | Benjamin Azamati    | Ghana           | 10.08           | Q     |
| 3       | 1   | Reynaldo Espinosa   | Kuba            | 10.11           | Q     |
| 4       | 2   | Felipe Bardi        | Brazylia        | 10.18           |       |
| 5       | 9   | Akihiro Higashida   | Japonia         | 10.19           |       |
| 6       | 3   | Lalu Muhammad Zohri | Indonezja       | 10.26           |       |
| 7       | 8   | Kayhan Özer         | Turcja          | 10.34           |       |
| 8       | 7   | Sibusiso Matsenjwa  | Eswatini        | 10.39           |       |
|         | 4   | Jeremiah Azu        | Wielka Brytania | DSQ             | Fal.  |
|         |     |                     |                 | Wiatr: +0.6 m/s |       |

#### Bieg 2
| Pozycja | Tor | Zawodnik           | Państwo           | Czas            | Uwagi |
| ------- | --- | ------------------ | ----------------- | --------------- | ----- |
| 1       | 2   | Ferdinand Omanyala | Kenia             | 10.08           | Q     |
| 2       | 1   | Chituru Ali        | Włochy            | 10.12           | Q     |
| 3       | 7   | Joshua Hartmann    | Niemcy            | 10.16           | Q     |
| 4       | 4   | Joshua Azzopardi   | Australia         | 10.20           |       |
| 5       | 6   | Devin Augustine    | Trynidad i Tobago | 10.31           |       |
| 6       | 9   | Erik Cardoso       | Brazylia          | 10.35 (.344)    |       |
| 7       | 3   | Arturo Deliser     | Panama            | 10.35 (.347)    |       |
| 8       | 5   | Jhonny Rentería    | Kolumbia          | 10.38           |       |
| 9       | 8   | Muhd Azeem Fahmi   | Malezja           | 10.45           |       |
|         |     |                    |                   | Wiatr: +0.2 m/s |       |

#### Bieg 3
| Pozycja | Tor | Zawodnik             | Państwo             | Czas            | Uwagi |
| ------- | --- | -------------------- | ------------------- | --------------- | ----- |
| 1       | 3   | Louie Hinchliffe     | Wielka Brytania     | 9.98            | Q     |
| 2       | 6   | Noah Lyles           | Stany Zjednoczone   | 10.04           | Q     |
| 3       | 4   | Shaun Maswanganyi    | Południowa Afryka   | 10.06           | Q     |
| 4       | 7   | Xie Zhenye           | Chiny               | 10.16           |       |
| 5       | 5   | Owen Ansah           | Niemcy              | 10.22           |       |
| 6       | 8   | Ali Anwar Al-Balushi | Oman                | 10.26           |       |
| 7       | 1   | Naquille Harris      | Saint Kitts i Nevis | 10.38           |       |
| 8       | 2   | Markus Fuchs         | Austria             | 10.59           |       |
| 9       | 9   | Dylan Sicobo         | Seszele             | 10.62           |       |
|         |     |                      |                     | Wiatr: -0.2 m/s |       |

#### Bieg 4
| Pozycja | Tor | Zawodnik               | Państwo   | Czas           | Uwagi |
| ------- | --- | ---------------------- | --------- | -------------- | ----- |
| 1       | 6   | Oblique Seville        | Jamajka   | 9.99           | Q     |
| 2       | 4   | Abdul Hakim Sani Brown | Japonia   | 10.02          | Q     |
| 3       | 2   | Puripol Boonson        | Tajlandia | 10.13          | Q     |
| 4       | 3   | Favour Ashe            | Nigeria   | 10.16          | Q     |
| 5       | 5   | Duan Asemota           | Kanada    | 10.17          |       |
| 6       | 7   | Terrence Jones         | Bahamy    | 10.31          |       |
| 7       | 1   | Marcos Santos          | Angola    | 10.40          |       |
| 8       | 8   | Franko Burraj          | Albania   | 10.66          |       |
| 9       | 9   | Oliwer Wdowik          | Polska    | 11.53          |       |
|         |     |                        |           | Wiatr: 0.0 m/s |       |

#### Bieg 5
| Pozycja | Tor | Zawodnik                | Państwo           | Czas            | Uwagi |
| ------- | --- | ----------------------- | ----------------- | --------------- | ----- |
| 1       | 2   | Kayinsola Ajayi         | Nigeria           | 10.02           | Q     |
| 2       | 4   | Marcell Jacobs          | Włochy            | 10.05           | Q     |
| 3       | 5   | Abdul-Rasheed Saminu    | Ghana             | 10.06 (.053)    | Q     |
| 4       | 6   | Benjamin Richardson     | Południowa Afryka | 10.06 (.060)    | Q     |
| 5       | 1   | Hassan Taftian          | Iran              | 10.18           | SB    |
| 6       | 3   | Davonte Howell          | Kajmany           | 10.24 (.232)    |       |
| 7       | 9   | Henrik Larsson          | Szwecja           | 10.24 (.232)    |       |
| 8       | 7   | Paulo André de Oliveira | Brazylia          | 10.46           |       |
|         | 8   | Marc Brian Louis        | Singapur          | DNS             |       |
|         |     |                         |                   | Wiatr: -0.3 m/s |       |

#### Bieg 6
| Pozycja | Tor | Zawodnik          | Państwo                    | Czas            | Uwagi |
| ------- | --- | ----------------- | -------------------------- | --------------- | ----- |
| 1       | 5   | Akani Simbine     | Południowa Afryka          | 10.03           | Q     |
| 2       | 3   | Ackeem Blake      | Jamajka                    | 10.06           | Q     |
| 3       | 4   | Rikkoi Brathwaite | Brytyjskie Wyspy Dziewicze | 10.13           | Q     |
| 4       | 1   | Ebrahima Camara   | Gambia                     | 10.21           |       |
| 5       | 2   | Wanya McCoy       | Bahamy                     | 10.24           |       |
| 6       | 8   | Rohan Browning    | Australia                  | 10.29           | =     |
| 7       | 9   | Simon Hansen      | Dania                      | 10.39           |       |
| 8       | 6   | Emanuel Archibald | Gujana                     | 10.40           |       |
| 9       | 7   | Hachim Maaroufou  | Komory                     | 10.52           |       |
|         |     |                   |                            | Wiatr: -1.1 m/s |       |

#### Bieg 7
| Pozycja | Tor | Zawodnik            | Państwo           | Czas            | Uwagi |
| ------- | --- | ------------------- | ----------------- | --------------- | ----- |
| 1       | 2   | Kenny Bednarek      | Stany Zjednoczone | 9.97            | Q     |
| 2       | 1   | Emmanuel Eseme      | Kamerun           | 9.98            | Q,    |
| 3       | 5   | Andre De Grasse     | Kanada            | 10.07           | Q     |
| 4       | 4   | Emmanuel Matadi     | Liberia           | 10.08           | Q     |
| 5       | 6   | Ryuichiro Sakai     | Japonia           | 10.17           |       |
| 6       | 3   | Noa Bibi            | Mauritius         | 10.19           |       |
| 7       | 7   | Ronal Longa         | Kolumbia          | 10.29           | =     |
| 8       | 8   | José González       | Dominikana        | 10.40           |       |
| 9       | 9   | Taha Hussein Yaseen | Irak              | 10.50           | PB    |
|         |     |                     |                   | Wiatr: +0.3 m/s |       |

#### Bieg 8
| Pozycja | Tor | Zawodnik           | Państwo                            | Czas            | Uwagi |
| ------- | --- | ------------------ | ---------------------------------- | --------------- | ----- |
| 1       | 5   | Fred Kerley        | Stany Zjednoczone                  | 9.97            | Q     |
| 2       | 2   | Letsile Tebogo     | Botswana                           | 10.01           | Q     |
| 3       | 4   | Zharnel Hughes     | Wielka Brytania                    | 10.03           | Q     |
| 4       | 3   | Cejhae Greene      | Antyle Holenderskie                | 10.17           |       |
| 5       | 1   | Christopher Borzor | Haiti                              | 10.28           |       |
| 6       | 6   | Arthur Cisse       | Wybrzeże Kości Słoniowej           | 10.31           |       |
| 8       | 9   | Dorian Keletela    | Olimpijska reprezentacja uchodźców | 10.58           |       |
| —       | 7   | Aaron Brown        | Kanada                             | DSQ             | Fal.  |
| —       | 8   | Dominique Mulamba  | Demokratyczna Republika Konga      | DSQ             |       |
|         |     |                    |                                    | Wiatr: +0.2 m/s |       |

### Półfinały

#### Bieg 1
| Pozycja | Tor | Zawodnik          | Państwo                    | Czas            | Uwagi |
| ------- | --- | ----------------- | -------------------------- | --------------- | ----- |
| 1       | 6   | Oblique Seville   | Jamajka                    | 9.81            | Q,    |
| 2       | 4   | Noah Lyles        | Stany Zjednoczone          | 9.83            | Q     |
| 3       | 5   | Louie Hinchliffe  | Wielka Brytania            | 9.97            |       |
| 4       | 7   | Emmanuel Eseme    | Kamerun                    | 10.00           |       |
| 5       | 9   | Shaun Maswanganyi | Południowa Afryka          | 10.02           | SB    |
| 6       | 1   | Favour Ashe       | Nigeria                    | 10.08           |       |
| 7       | 8   | Chituru Ali       | Włochy                     | 10.14           |       |
| 8       | 2   | Rikkoi Brathwaite | Brytyjskie Wyspy Dziewicze | 10.15           |       |
| 9       | 3   | Benjamin Azamati  | Ghana                      | 10.17           |       |
|         |     |                   |                            | Wiatr: +0.7 m/s |       |

#### Bieg 2
| Pozycja | Tor | Zawodnik          | Państwo           | Czas           | Uwagi |
| ------- | --- | ----------------- | ----------------- | -------------- | ----- |
| 1       | 5   | Akani Simbine     | Południowa Afryka | 9.87           | Q     |
| 2       | 4   | Letsile Tebogo    | Botswana          | 9.91           | Q     |
| 3       | 8   | Marcell Jacobs    | Włochy            | 9.92           | Q,    |
| 4       | 7   | Kenny Bednarek    | Stany Zjednoczone | 9.93           | Q     |
| 5       | 3   | Ackeem Blake      | Jamajka           | 10.06          |       |
| 6       | 6   | Kayinsola Ajayi   | Nigeria           | 10.13          |       |
| 7       | 9   | Joshua Hartmann   | Niemcy            | 10.16          |       |
| 8       | 2   | Emmanuel Matadi   | Liberia           | 10.18          |       |
| 9       | 1   | Reynaldo Espinosa | Kuba              | 10.21          |       |
|         |     |                   |                   | Wiatr: 0.0 m/s |       |

#### Bieg 3
| Pozycja | Tor | Zawodnik               | Państwo           | Czas            | Uwagi |
| ------- | --- | ---------------------- | ----------------- | --------------- | ----- |
| 1       | 4   | Kishane Thompson       | Jamajka           | 9.80            | Q     |
| 2       | 7   | Fred Kerley            | Stany Zjednoczone | 9.84            | Q     |
| 3       | 9   | Benjamin Richardson    | Południowa Afryka | 9.95            |       |
| 4       | 5   | Abdul Hakim Sani Brown | Japonia           | 9.96            | PB    |
| 5       | 2   | Andre De Grasse        | Kanada            | 9.98            | SB    |
| 6       | 3   | Zharnel Hughes         | Wielka Brytania   | 10.01           |       |
| 7       | 8   | Abdul-Rasheed Saminu   | Ghana             | 10.05           |       |
| 8       | 6   | Ferdinand Omanyala     | Kenia             | 10.08           |       |
| 9       | 1   | Puripol Boonson        | Tajlandia         | 10.14           |       |
|         |     |                        |                   | Wiatr: +0.5 m/s |       |

### Finał

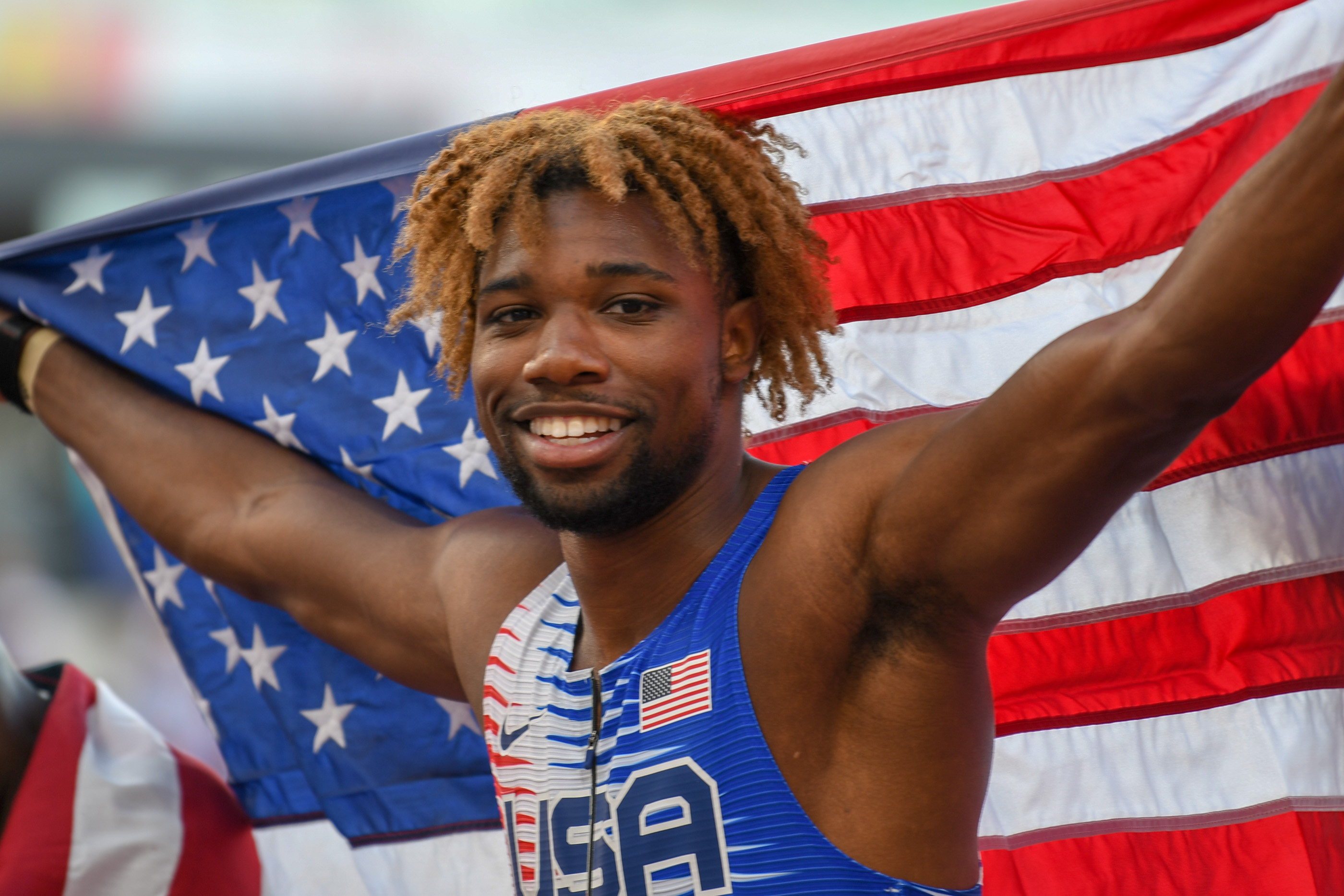
Zwycięzca konkursu Amerykanin Noah Lyles

| Pozycja | Tor | Zawodnik         | Państwo           | Czas         | Uwagi |
| ------- | --- | ---------------- | ----------------- | ------------ | ----- |
| złoto   | 7   | Noah Lyles       | Stany Zjednoczone | 9.79 (9.784) | PB    |
| srebro  | 4   | Kishane Thompson | Jamajka           | 9.79 (9.789) |       |
| brąz    | 3   | Fred Kerley      | Stany Zjednoczone | 9.81         | SB    |
| 4       | 5   | Akani Simbine    | Południowa Afryka | 9.82         | NR    |
| 5       | 9   | Marcell Jacobs   | Włochy            | 9.85         | SB    |
| 6       | 8   | Letsile Tebogo   | Botswana          | 9.86         | NR    |
| 7       | 2   | Kenny Bednarek   | Stany Zjednoczone | 9.88         |       |
| 8       | 6   | Oblique Seville  | Jamajka           | 9.91         |       |